# Крушение поездов у станции Харроу-энд-Уилдстон
Крушение поездов у станции Харроу-энд-Уилдстон — столкновение трёх поездов на станции Харроу-энд-Уилдстон в Лондоне, произошедшее во время утреннего часа пик 8 октября 1952 года. В крушении погибли 112 человек и 340 получили ранения (88 из них были госпитализированы).
Ночной экспресс-поезд из Перта врезался на высокой скорости в заднюю часть пригородного поезда, стоявшего на платформе станции. Часть вагонов была выброшена на соседний путь, и уже через несколько секунд их протаранил экспресс с двумя локомотивами, шедший на север со скоростью почти 100 км/ч.
В докладе министерства транспорта об аварии сказано, что машинист поезда из Перта проехал и сигнал осторожности (жёлтый), и два сигнала опасности (красный) до столкновения с пригородным. Авария ускорила внедрение системы автоматического оповещения — к моменту публикации доклада британские железные дороги согласились с пятилетним планом установки системы, которая предупреждала машинистов, что они проехали сигнал опасности.

## Столкновение

### Предыстория
Через станцию Harrow and Wealdstone проходят с северо-востока на юго-запад три пары путей. В порядке с востока на запад расположены: обычные и экспресс-пути West Coast Main Line, а затем два пути Watford DC Line.
В столкновении участвовали три поезда. Первый отправился в 7:31 утра со станции Тринг до лондонского вокзала Юстон. Это был пригородный поезд из 9 вагонов, ведомый паровозом, развёрнутым тендером вперёд. Он двигался на юг по экспресс-линии.
Второй отправился ещё с вечера, в 20:15, из Перта в ночной экспресс-рейс до Лондона. В нём было 11 вагонов, один паровоз вёл его на юг по экспресс-пути. В нём находилось около 85 пассажиров. Экспресс опаздывал примерно на 80 минут из-за тумана.
Третий отправился ровно в восемь утра с Юстонского вокзала. Это был экспресс из Лондона в Ливерпуль и Манчестер. Поезд из пятнадцати вагонов шёл под двойной тягой (два паровоза) и вёз около 200 человек.

### Последовательность событий
8 октября 1952 года около 8:17 утра пригородный поезд остановился на платформе 4 (экспресс-линия на юг) на станции Harrow and Wealdstone, примерно на семь минут позже расписания из-за тумана. В нём находилось около 800 пассажиров — больше, чем обычно, так как следующий поезд из Тринга был отменён. Как и было запланировано, он ехал из Тринга на медленной линии, а на экспресс-линию переходил прямо перед станцией Harrow and Wealdstone, освобождая пути к югу от станции для поездов, следующих загонкой (пустыми).
В 8:19 утра, пока кондуктор шёл обратно в свой тормозной вагон после проверки дверей на последних двух вагонах, экспресс из Перта врезался в заднюю часть пригородного со скоростью 80 — 100 км/ч. Он проехал жёлтый сигнал, два запрещающих семафорных сигнала и взрезал стрелку пошёрстного съезда с медленной линии на быструю, которая была до этого установлена для пригородного поезда.
В результате столкновения экспресс полностью уничтожил три деревянных вагона в задней части пригородного поезда (где находилось большинство жертв), вдвинув их друг внутрь друга до длины одного вагона, и подвинул весь поезд вперёд на 20 метров. Первые пять вагонов поезда из Перта собрались в груду сзади и сверху локомотива. Обломки от первого столкновения частично оказались на соседней экспресс-линии, по которой к станции подъезжал поезд на Ливерпуль. Через несколько секунд после первого столкновения движущийся на север экспресс в Ливерпуль въехал на станцию по экспресс-линии на север приблизительно со скоростью 100 км/ч.
Ведущий локомотив этого поезда ударил сошедший с рельсов локомотив поезда из Перта и сам сошёл с рельсов. Оба локомотива поезда на Ливерпуль отклонились влево, оказались на платформе, переехали её по диагонали и свалились на электрифицированные линии, на ближайшей из которых устроили короткое замыкание. Другую линию оперативно обесточили, чтобы предотвратить возможность любых дальнейших столкновений.
Первые семь вагонов и вагон-кухня поезда на Ливерпуль продолжали движение по инерции, наезжая на обломки предыдущего столкновения и собираясь кучей сверху и вокруг них. Один из этих вагонов сдвинул балку пешеходного моста, от чего тот рухнул.
Шестнадцать вагонов, в том числе тринадцать пассажирских вагонов, два тормозных вагона и вагон-кухня были разрушены или серьёзно повреждены в столкновениях. Тринадцать из них были сжаты в компактную кучу обломков в 41 метр длиной, 18 метров шириной и 5,5 метров высотой. Локомотив поезда из Перта был полностью скрыт под грудой обломков.

## Спасательная операция
Первая помощь прибыла в 8:22. Это была пожарная бригада, скорая помощь и полицейская служба. Вместе с ними прибыли врачи и медицинское подразделение ВВС США с близлежащей авиабазы Нортхолт. Помощь также поступила от Армии спасения, от Женской добровольческой службы и от местных жителей. Первый раненый был доставлен в больницу уже в 8:27, почти всех раненых удалось разместить лишь к 12:15 вечера. Поиски выживших продолжались до 1:30 ночи.
Все шесть путей, проходящих через станцию, были закрыты, в том числе неповреждённые медленные линии, так как движение по ним мешало бы проезду машин скорой помощи к месту крушения, куда они заезжали с грузового двора. Медленные линии были вновь открыты в 5:32 утра на следующий день. Электрифицированные линии, использованные для разборки завалов кранами, открылись вновь в 4:30 утра 11 октября. Быстрые линии были вновь открыты, с ограничением скорости, в 20:00 12 октября одновременно с временным пешеходным мостом.

## Жертвы
Погибло 112 человек, в том числе машинист и кочегар экспресса из Перта и машинист ведущего паровоза Ливерпульского экспресса. 102 человека (в том числе оба машиниста и кочегар) скончались на месте происшествия, ещё 10 умерло позже, в больнице. Из 108 погибших пассажиров, по крайней мере, 64 ехали в пригородном поезде, 23 в поезде из Перта и 7 в поезде на Ливерпуль. Про оставшихся это не удалось выяснить, но некоторые из них, возможно, стояли на платформе и были задавлены опрокинувшимися локомотивами поезда на Ливерпуль. В общей сложности 340 человек получили травмы: 183 человека получили лечение от шока и незначительных травм прямо на станции; 157 были доставлены в больницу, из них 88 были госпитализированы.

## Наследие
В результате аварии ускорилось введение британскими железными дорогами автоматической системы оповещения (AWS), хотя некоторые из железнодорожников думали, что больше жизней было бы спасено, если бы деньги были потрачены на установку электрической блокировки и световых сигналов вместо семафоров. К 1977 году треть британских железных дорог была оснащена AWS.
Расположение съездов было также подвергнуто критике. Съезд с медленной линии на быструю находился севернее платформ, и из-за этого поезд из Тринга был вынужден ждать на экспресс-линии. Это было сделано, чтобы стрелки находились как можно ближе к их сигналам. Станция была перестроена в 1962 году.
Мемориальная доска на месте крушения была открыта в 2002 году, в 50-ю годовщину трагедии. Фреска была нарисована детьми из местных школ вдоль дороги рядом и содержит сцены из истории станции. Она посвящена памяти жертв.
Голландская поп-группа The Nits написала песню под названием «Harrow Accident» («Происшествие в Харроу»), в альбоме Tent (1979).

## Локомотивы
Все три участвовавших в крушении поезда шли под паровозной тягой. Таблички с паровозов «Наветренные острова» и «Принцесса Анна» были приобретены железнодорожным обществом Донкастерской школы и остаются в школе по сей день.
- Ведущий локомотив поезда на Ливерпуль — LMS Jubilee Class № 45637 «Наветренные острова». В результате аварии обратился в груду металла и был разобран на металлолом[17].
- Второй локомотив поезда на Ливерпуль — Princess Royal Class[англ.] (осевая формула 2-3-1) № 46202 «Принцесса Анна». С 1935 года этот локомотив работал с паровой турбиной Turbomotive[англ.] и лишь за несколько месяцев до крушения его переоборудовали обратно в обычный паровоз с поршневой машиной[18]. Ему также был нанесён серьёзный ущерб в результате аварии, бегунковые колёсные пары были сорваны, а рама — надломлена. Локомотив также отправлен на слом[17].
- Поезд из Перта вёл Coronation Class[англ.] (осевая формула 2-3-1) № 46242 «Город Глазго». Он был серьёзно повреждён (см. фото), но позднее восстановлен и оставался на службе до 1963 года[19].
- Поезд из Тринга вёл бункером вперёд Fowler 2-6-4T[англ.] (колёсная формула 1-3-2) № 42389, который повреждений не получил[20].

## Комментарии
1. 1 2  Цвета сигналов приведены только для пояснения русскоязычному читателю и могут не совпадать с реальными.